# ماری بگونیا
ماری بگونیا (اسپانیایی: Mary Begoña‎؛ ‏ ۱ آوریل ۱۹۲۵ – ۱۲ آوریل ۲۰۲۰) بازیگر اهل اسپانیا بود.
از فیلم‌ها یا برنامه‌های تلویزیونی که وی در آن نقش داشته‌است، می‌توان به خون‌آشام‌های ۱۹۳۰، گاوبازی، امکانش هست؟، و در سال سوم، او دوباره برخاست و مردی که می‌خواست خود را بکشد اشاره کرد.